# West Chazy
West Chazy è un census-designated place (CDP) degli Stati Uniti d'America, situato nello stato di New York, nella contea di Clinton.